# Henschel Bimot
Als Henschel-Bimot boten die Henschel-Werke zu Beginn der 1950er Jahre Nutzfahrzeuge an, die von zwei Motoren angetrieben wurden. 
Der Alliierte Kontrollrat erlaubte damals nur Motoren mit einer Leistung von maximal 150 PS.
Durch die Kombination von zwei 95 PS-Aggregaten konnte eine Gesamtleistung von 190 PS erzielt werden.
Bereits 1951 hoben die Alliierten die PS-Begrenzung für Motoren auf, so dass nun leistungsstärkere Motoren und schwerere Nutzfahrzeuge gebaut werden konnten.
Die Bimot-Fahrzeuge wurden 1953 durch einmotorige Nutzfahrzeuge mit höherer Motorleistung abgelöst, die Produktion endete bereits 1951 mangels Nachfrage.

## Bus
Als erstes Bimot-Fahrzeug stellte Henschel 1950 auf dem Genfer Auto-Salon den HS 190 N als Luxus-Reisebus vor. Der Aufbau stammte von Kässbohrer, die Ausstattung bot mit verstellbaren Sitzen mit Fußstützen und in der Rückenlehne integrierte Aschenbecher und Leseleuchten, sowie Bar, Toilette und Radioanlage für die damalige Zeit höchsten Komfort. Die Höchstgeschwindigkeit betrug bis zu 105 km/h. Von ihm wurden nur acht Exemplare gebaut. 
Das Bimot-Niederrahmen-Fahrgestell mit einem Radstand von 5.400 mm sollte auch für Linienomnibusse und Kasten-LKW genutzt werden.

## Zugmaschine
Im Auftrag der Esso AG entstanden 1951 auch drei Bimot-Sattelzugmaschinen HS 190 S.
Die dreiachsigen, 7.300 mm langen Zugmaschinen hatten eine gewölbte Stumpfschnauze und wurden durch die vorderen, aufklappbaren so genannten „Schranktüren“ gewartet. Der Fahrer saß unmittelbar hinter den querstehenden Motoren. Über ein Schnecken-Stirnrad-Getriebe wurde die hintere Doppelachse angetrieben, wobei die zweite Hinterachse direkt an die erste gekoppelt war.
Mit einem Zweiachsauflieger, wie dem Tankauflieger mit 21.000 l Fassungsvermögen der Firma Ellinghaus, konnte der HS 190 S bei 30 t Gesamtgewicht eine Höchstgeschwindigkeit von 65 km/h erreichen. Der Kraftstoffverbrauch lag bei 45 Litern auf 100 km (Werksangabe).
Trotz Präsentation der Zugmaschine auf der Internationalen Automobil-Ausstellung 1951 blieb es bei den drei Exemplaren.
Die Firma Wiking Modellbau bot seinerzeit ein entsprechendes Verkehrs-Modell des „Supertankwagens“ im Maßstab der Modelleisenbahnen der Spur H0 an.

## Technik
Der Bimot verfügte über zwei quer zur Fahrtrichtung eingebauten Sechszylinder-Lanova-Dieselmotoren vom Typ 512 DG mit 5.400 cm3 Hubraum, die je 95 PS leisteten.
Um eine einheitliche Antriebsdrehrichtung sicherzustellen, war einer der Motoren auf Linkslauf umgebaut worden. Die Motorteile waren bis auf Nockenwelle sowie Öl- und Wasserpumpe identisch. Jeder Motor war mit einem eigenen Luftkompressor und mit einer eigenen Lichtmaschine ausgestattet.
Um mögliche Unterschiede in den Drehmomenten auszugleichen, war zwischen dem zentral liegenden Kegelradantrieb und jedem Motor eine durch Gummiglieder elastisch gestaltete Kupplung eingebaut. Diese konnte im Falle eines Motorschadens binnen zehn Minuten entfernt werden, so dass das Fahrzeug mit nur einem Motor weiterfahren konnte.
Das Vierganggetriebe ermöglichte durch einen separaten Schnellgang acht Geschwindigkeitsstufen.